# Qūrmīk
Qūrmīk (persiska: قورميك, قورمیک) är en ort i Iran.   Den ligger i provinsen Västazarbaijan, i den nordvästra delen av landet, 600 km väster om huvudstaden Teheran. Qūrmīk ligger 1 958 meter över havet och antalet invånare är 262.
Terrängen runt Qūrmīk är huvudsakligen kuperad, men åt nordost är den platt. Runt Qūrmīk är det ganska tätbefolkat, med 185 invånare per kvadratkilometer. Närmaste större samhälle är Gūnī, 8,7 km nordost om Qūrmīk. Trakten runt Qūrmīk består i huvudsak av gräsmarker.